# Christiane Segers-Glocke
Christiane Segers-Glocke (* 26. September 1947 in Leipzig) ist eine deutsche Denkmalpflegerin. Sie war ab 1991 Leiterin des Instituts für Denkmalpflege in Hannover, das 1998 zum Niedersächsischen Landesamt für Denkmalpflege wurde und das sie als Präsidentin leitete. Sie war 1991 deutschlandweit die erste Landeskonservatorin  und hatte dieses Amt bis zu ihrem Ruhestand im Jahr 2008 inne.

## Leben und Wirken
Segers-Glocke studierte Kunst in Düsseldorf, Essen und Hamburg sowie Architektur in Berlin. Von 1974 bis 1976 absolvierte sie ein Volontariat bei der Berliner Schlösserverwaltung. 1976 promovierte sie an der TU Berlin zur Baugeschichte des Zisterzienserklosters Mariental bei Helmstedt. 1976 wurde sie Mitarbeiterin beim Berliner Denkmalamt, wo sie ab 1979 als Konservatorin tätig war. Seit 1978 lehrte sie nebenbei an der TU Berlin Denkmalpflege im Fachbereich Stadt- und Regionalplanung und ab 1980 im Fachbereich Kunstwissenschaft. Von 1981 bis 1984 gehörte sie der Dehio-Vereinigung an.
1984 ließ sich Segers-Glocke aus familiären Gründen nach Niedersachsen versetzen, wo sie in der oberen Denkmalschutzbehörde bei der Bezirksregierung Oldenburg tätig war. Ab 1986 lehrte sie nenbei an der Universität Oldenburg und ab 1988 an der FH Oldenburg das Fach Denkmalpflege. 1991 wurde sie zur Leiterin des Instituts für Denkmalpflege in Hannover berufen. Die Behörde wurde unter ihr 1998 zum Niedersächsischen Landesamt für Denkmalpflege umgebildet, deren erste Präsidentin sie bis zum Eintritt in den Ruhestand 2008 war.
2008 wurde Segers-Glocke Ehrenmitglied der Interessengemeinschaft Bauernhaus.